# Joaquín Navarro Valls
Joaquín Navarro Valls (Cartagena, Región de Murcia, 16 de noviembre de 1936-Roma, 5 de julio de 2017) fue un médico y periodista español, conocido por haber sido portavoz de la Santa Sede durante veintidós años (de 1984 a 2006). Fue el primer laico y el primer no italiano que ocupó ese puesto. 

## Biografía
Navarro Valls estudió en el Colegio "La Sagrada Familia" de los Hermanos Maristas de Cartagena hasta completar el Bachillerato y el Examen de Estado del plan de estudios de la época, para más tarde hacer estudios de Medicina en las universidades de Granada y Barcelona, y periodismo en la Facultad de Ciencias de la Comunicación de la Universidad de Navarra en Pamplona. Fue becario de la Universidad de Harvard (USA). Se graduó summa cum laude en Medicina y Cirugía en 1961, y asistió a cursos de doctorado en Psiquiatría en «Trastornos psiquiátricos en los traumas craneales». Además, enseñó en la Facultad de Medicina como profesor asistente. En 1968 se licenció en periodismo y en ciencias de la comunicación en 1980.
Desde 1977 hasta 1984 fue corresponsal en el extranjero del diario ABC para Italia y el Mediterráneo Oriental (Egipto, Grecia, Israel, Argelia y Turquía). Fue miembro del Consejo Directivo (1979) y luego elegido presidente de la Asociación de la Prensa Extranjera en Italia en 1983 y 1984.
Ocupando ese cargo fue llamado al Vaticano, y en 1984 fue nombrado director de la Oficina de Prensa de la Santa Sede. Más tarde, fue elegido portavoz de la Santa Sede por Juan Pablo II. Modernizó el sistema de información de la Santa Sede, ganando en transparencia y cercanía, y protagonizó hitos de la historia de la Iglesia, entre los que destacan: su viaje a La Habana en 1998 para negociar directamente con Fidel Castro los detalles del histórico viaje de Juan Pablo II a Cuba; el papel que jugó en la realización del libro Cruzando el umbral de la esperanza; la visita del papa a Paraguay; o la preparación del viaje de Mijaíl Gorbachov al Vaticano.

Sus tablas periodísticas, y gran 'charme', su capacidad de seducción y su exquisito saber estar le han granjeado numerosas amistades en la curia. Los que le conocen bien dicen de él que es una especie de Paul Newman a lo divino.
José Manuel Vidal, corresponsal religioso del diario El Mundo.

Su imagen con el rostro lloroso, el 1 de abril de 2005, un día antes de que muriera Juan Pablo II, dio la vuelta al mundo. Después de la muerte de este papa, siguió trabajando durante quince meses con Benedicto XVI hasta que, por petición propia, dejó su puesto el 11 de julio de 2006. Benedicto XVI nombró a Federico Lombardi para ocupar su vacante.
Fue miembro de las Delegaciones de la Santa Sede en las Conferencias Internacionales de las Naciones Unidas en El Cairo (1994), Copenhague (1995), Pekín (1995) y Estambul (1996). Dominaba el español, el inglés, el francés y el italiano y entendía y podía hablar catalán.

### Fallecimiento
Falleció en Roma el 5 de julio de 2017 a los ochenta años, a causa de un cáncer de páncreas.

### Otros datos
- Conocedor de varios idiomas, fue autor de más de un centenar de libros.
- Recibió numerosos premios periodísticos y fue distinguido con varios Doctorados honoris causa, entre ellos el de la Universidad CEU Cardenal Herrera en junio de 2005,[6] el de la Universidad Católica San Antonio de Murcia[7] y el de la Universidad Internacional de Cataluña, en mayo de 2010.[8] En 2005 recibió el Premio Luka Brajnovic de la Facultad de Comunicación de la Universidad de Navarra.
- Era miembro numerario del Opus Dei.[9]

### Obras de Navarro Valls
- 1971: La manipulación publicitaria, Barcelona, Dopesa,
- 1976: La familia y el mundo actual, Barcelona, Institución Familiar de Educación, (J. N-V et al.)
- 1978: La familia y la educación, Caracas, AYSE, (J. N-V et al.)
- 1978: Fumata Blanca, Madrid, Rialp, ISBN 9788432119699
- 2010: Joaquín Navarro-Valls. Recuerdos y reflexiones. Plaza & Janés. ISBN 9788401390715.[4]
- 2023: Mis años con Juan Pablo II: Notas personales, Barcelona, Espasa - Planeta, 635 pp., ISBN: 9788467069211.[10][11]